# Levon Helm & the RCO All Stars Live
Levon Helm & the RCO All Stars Live es un álbum en directo del músico estadounidense Levon Helm publicado en marzo de 2006.
El álbum incluye un concierto de Levon Helm con The RCO All-Stars ofrecido en el Palladium de Nueva York el día de Nochevieja de 1977. La RCO All-Stars, que formó parte de los músicos que grabaron el primer álbum de estudio de Helm, Levon Helm & The RCO All-Stars, incluye a  Dr. John, Paul Butterfield, Fred Carter, Donald "Duck" Dunn, Steve Cropper y Lou Marini, entre otros.

## Lista de canciones
| N.º | Título                    | Escritor(es)                          | Duración |  |
| 1.  | «Ain't That A Lotta Love» | Banks/Parker                          |          |  |
| 2.  | «A Mood I Was In»         | Fred Carter Jr.                       |          |  |
| 3.  | «Milk Cow Boogie»         | P.D./Helm/Dunn                        |          |  |
| 4.  | «Ties That Bind»          | Rebennack/Charles                     |          |  |
| 5.  | «Goin Back To Memphis»    | Young/Young/Johnson/Kenney/Orr/Martin |          |  |
| 8.  | «Born in Chicago»         | Nick Gravenites                       |          |  |
| 9.  | «Rain Down Tears»         | Toombs/Glover                         |          |  |
| 10. | «Got My Mojo Working»     | Preston Foster                        |          |  |
| 11. | «Sing, Sing, Sing»        | Earl King                             |          |  |
| 12. | «Ophelia»                 | J.R. Robertson                        |          |  |
| 13. | «Good Night Irene»        | Ledbetter/Lomax/Bynum                 |          |  |

## Personal
- Levon Helm: batería y voz
- Dr. John: teclados y voz
- Paul Butterfield: armónica y voz
- Fred Carter: guitarra y voz
- Donald "Duck" Dunn: bajo
- Steve Cropper: guitarra
- Lou Marini: saxofón
- Howard Johnson: tuba y saxofón barítono
- Tom "Bones" Malone: trombón
- Alan Rubin: trompeta